# 大阪電気軌道デボ61形電車
大阪電気軌道デボ61形電車（おおさかでんききどうデボ61がたでんしゃ）は、近畿日本鉄道（近鉄）の前身にあたる大阪電気軌道（大軌）が製造した旅客用電車である。のち近鉄に引き継がれ、近鉄モ261形・ク101形となった。
本項では、デボ61形の車体を流用したデボ150形、デボ61形の制御器を交換して誕生したデボ400形についても記す。

## 概要
デボ1形・デボ19形に続いて1922年から1924年に製造された車両である。61 - 102の全42両が製造された。

## 車種構成
本形式は、以下のように構成される。
1922年3月竣工
- デボ61 - 72

1923年3月竣工
- デボ73 - 87

1924年3月竣工
- デボ88 - 102

製造は61 - 66・73 - 87が川崎造船所、67 - 72・88 - 95が藤永田造船所、96 - 102が日本車輌製造である。

## 車体
木造車であるがデボ1形・19形の車体長13817mmに対し、14351㎜と0.5mほど長くなっている。窓配置はD5D5Dとなっており屋根はダブルルーフとなっている。また、モニター部のベンチレータもデボ1形・19形のトルペード形に対し本形式はガーランド形となっているのが特徴である。

## 主要機器
主電動機は105馬力(78.33kW)のゼネラル・エレクトリック(GE)社製GE-240B形4基搭載とされた。88 - 102は通風器が側面3個から5個に増え、換気能力の向上が図られた。制御器は間接非自動式のGE社製MK電磁スイッチ式制御器を搭載した。ブレーキについてはGE社製非常直通ブレーキを装備している

## 改造・廃車
1929年にデボ73 - 77はデボ300形デボ303 - 306に電装品を流用するため電装解除され、制御車のクボ30形となった。
デボ61形デボ73 -  77 → クボ30形クボ31 - 34
1935年に78・79が鋼体化改造されデボ301形デボ307・308となった。1937年には80・81・88・89についても同様の改造が行われ、デボ301形309 - 312となっている。
また1935年に30・63・67が瓢箪山駅で事故に遭遇した。このうち63と67は復旧時に鋼体化を行いデボ103形デボ103・104となった。同年には90・93 - 96が同じく鋼体化改造され、デボ103形デボ105 - 109となっている。一方、30については鋼体化によって余剰となる木造の旧車体で復旧され、このためガーランドベンチレーターは同車のみ5個になった(他のクボ30形はいずれも3個) 。旧車体の供給元は96だとされている。
いずれも製造後わずか十数年程度での鋼体化であるが、78・79の車体は電動貨車デワボ1800・1801に、80・81・88・89の車体は新形式デボ150形(後述)に流用された。90・93 - 96の車体は博多湾鉄道汽船（現・西鉄貝塚線）に譲渡され、コハフ1・5 - 8となった。また67の車体は、高安工場構内の入換用車両に流用されている。この入換車両は当初無番号であったが、1959年にモワ1850形1851となり、その後1963年にモワ2820形2821となっている。
1937年には61・62・64・65が番号はそのままで手荷物合造車（デボニ61形）に改造されている。また91・92は制御器を交換しデボ400形(後述)となっている。
デボ61形デボ61・62・64・65 → デボニ61形デボニ61・62・64・65
1942年の称号改正で番号はそのまま、記号をデボ→モ、デボニ→モニ、クボ→クに変更されている。1949年、87・97 - 102が鋼体化され、600系となった。
残った車両は1950年の称号形式整理の時に改番され、モ61形・モニ61形はモ261形・モニ261形に、ク30形はク101形になった。
モニ61形モニ61・62・64・65 → モニ261形モニ261 - 264
モ61形モ66・68 - 72・82 - 86 → モ261形モニ265 - 275
ク30形ク30 - 34 → ク101形ク101 - 105
そして1955年から1956年にかけてすべて鋼体化改造を施され、モ460形・サ300形となる。これらの車両も老朽化や機器が昇圧非対応のため、1969年9月21日の昇圧時に全車廃車された。一方、高安工場入換用として製造されたモワ2820形2821はその後も現存し、1970年にモワ80形85に改番された。1976年3月29日付で廃車されている。

## デボ150形
1932年にデボ61形デボ80・81・88・89を鋼体化した際、不要となった旧車体に1927年製の無蓋電動貨車デトボ611 - 614の台車・主要機器を組み合わせてできた車両で、デボ150 - 153の4両が製造された。車籍はいずれも旧車体のものを引き継いでいる。
1949年に全車とも名義上、600系に鋼体化されて形式消滅している。

## デボ400形
1937年4月にデボ301形デボ309・310が試用していた電気制動付きのMK形制御器をデボ61形91・92に搭載したものである。改番は下記の通り。
デボ61形91・92 → デボ400形デボ400・401
こちらも1949年に名義上600系に鋼体化されて形式消滅した。なお、本形式はのちに登場する鋼製車モ400形とは無関係である。